# Бойигитов, Ортикбой
Ортикбой Бойигитов (род. в 1922 году в селе Кайрагач Туркестанской АССР) — дехканин, хлопкороб, участник Великой Отечественной войны, Герой Социалистического Труда.

## Биография
Родился в семье крестьянина в кишлаке Кайрагач, Риштанского района Ферганской области Туркестана. Узбек. Окончив начальную школу, работал в колхозе. После войны работал учетным работником, с 1958 по 1988 год — бригадир хлопководческой бригады совхоза имени Навои Риштанского района.

## Награды
- Герой Социалистического Труда
- Орден Ленина
- Орден Октябрьской Революции
- Орден Красной Звезды